# Alina Pätz
Alina Pätz (* 8. März 1990 in Urdorf) ist eine Schweizer Curlerin. Sie ist mehrfache Schweizer Meisterin sowie Europa- und Weltmeisterin.

## Biografie
Sie spielt seit 1997 Curling. Ihren ersten internationalen Erfolg feierte sie, an der Seite von Sven Michel, als Weltmeisterin bei der Curling-Mixed-Doubles-Weltmeisterschaft 2011 in Saint Paul.
Sie gewann die Goldmedaille bei der Curling-Weltmeisterschaft 2012 in Lethbridge. 2012 und 2013 spielte sie für Regio Basel, erst unter Skip Manuela Siegrist, dann nach dem Wechsel Manuela Siegrists nach Aarau zum Team um Silvana Tirinzoni, wurde Pätz zum Skip. Als Ersatzspielerin im Team von Mirjam Ott, wurde sie bei der Curling-Weltmeisterschaft 2015 in Sapporo Weltmeisterin als Skip ihres eigenen Teams (mit Nicole Schwägli, Marisa Winkelhausen und Nadine Lehmann). Ausserdem war sie Ersatzspielerin im Team Ott bei den Olympischen Winterspielen 2014 in Sotschi. An den Olympischen Spielen in Sotschi nahm auch ihr Bruder Claudio Pätz teil.
2015 wurde Alina Pätz als Skip von Regio Baden Schweizer Meister. Das Team besiegte damals in den Playoffs die Welt- und Europameisterin Binia Feltscher aus Flims sowie in den Halbfinale den CC Aarau von Silvana Tirinzoni. Damit qualifizierte sich Alina Pätz als Skip zum ersten Mal für eine Weltmeisterschaft. Das Team von Regio Baden wurde von der früheren Weltmeisterin Mirjam Ott trainiert. An den Weltmeisterschaften in Sapporo gewann sie dann mit Regio Baden Gold.
Nach einer verpassten Qualifikation für die Olympischen Winterspiele 2018 und für die Weltmeisterschaft 2018 löste sich das Team Pätz auf. Alina Pätz spielte in der Saison 2018/19 als Fourth neben Neuenschwander und Melanie Barbezat im CC Aarau von Silvana Tirinzoni. Mit diesem Team gewann sie bei der Europameisterschaft 2018 nach einer Finalniederlage gegen die Schwedinnen um Anna Hasselborg die Silbermedaille.
Der CC Aarau gewann in der Saison 2018/2019 die Schweizer Meisterschaft, womit sie sich für die Weltmeisterschaften in Silkeborg im Jahre 2019 qualifizierten. Bei der Weltmeisterschaft 2019 in Silkeborg gelang die Revanche: die schwedischen Curlerinnen wurden im Final mit 8:7 besiegt, was den Weltmeistertitel bedeutete.
Bei den Olympischen Winterspielen 2022 in Peking gewann das Schweizer Team mit Skip Tirinzoni die Vorrunde, verlor dann aber im Halbfinal gegen Japan und im Spiel um Bronze gegen das schwedische Team mit Skip Anna Hasselborg.
Im Jahre 2022 gewann sie mit dem CC Aarau unter Skip Tirinzoni wieder den Schweizer Meisterschaft, womit sie sich wieder für die Weltmeisterschaften in Prince George Qualifizierten.
Bei der Weltmeisterschaft in Price George im gleichen Jahr gewann Pätz mit ihrem Team den Titel im Final gegen Südkorea. Dabei waren sie nach Kanada 2018 erst das zweite Team, das in allen 14 WM-Spielen siegreich blieb. Das Schweizer Team mit Silvana Tirinzoni als Skip wiederholte diesen Erfolg im Jahr darauf im schwedischen Sandviken.
Im November 2023 gewann Pätz in Aberdeen mit Tirinzoni (Skip), Howald und Witschonke erstmals den Europameistertitel.
Im Februar 2024 holte sie unter Skip Silvana Tirinzoni mit dem CC Aarau die vierte Schweizer Meisterschaft in Folge.
Im März 2024 gewann sie mit Silvana Tirinzoni, Selina Witschonke und Carole Howald die Silbermedaille bei den Weltmeisterschaften in Sydney, Canada.
Im November 2024 verteidigte das Schweizer Team den Europameistertitel vom Vorjahr. Im finnischen Lohja gewannen die Schweizerinnen erneut alle elf Spiele. Im Final besiegten sie Schweden mit 8:4.
Im März 2025 nahm das Team an den Weltmeisterschaften in Uijeongbu teil. Es gewann die Gruppenphase mit elf Siegen und nur einer Niederlage und qualifizierte sich zum sechsten Mal in Folge für den Final, den es jedoch wie im Vorjahr gegen das kanadische Team um Skip Rachel Homan verlor. Drei Wochen später gewann das Schweizer Team gegen den gleichen Gegner den Final des Grand-Slam-Turniers in Toronto und konnte sich so für die Niederlage an der WM revanchieren. Die Schweizerinnen gewannen das Saisonabschlussturnier zum zweiten Mal in Folge.

## Erfolge

### Olympische Winterspiele
- 2014: 4. Rang Sotschi ( Russland)
- 2022: 4. Rang Peking ( Volksrepublik China)

### Weltmeisterschaft
- 2012: 1. Rang Lethbridge ( Kanada)
- 2015: 1. Rang Sapporo ( Japan)
- 2019: 1. Rang Silkeborg ( Dänemark)
- 2021: 1. Rang Calgary ( Kanada)
- 2022: 1. Rang Prince George ( Kanada)
- 2023: 1. Rang Sandviken ( Schweden)
- 2024: 2. Rang Sydney ( Kanada)
- 2025: 2. Rang Uijeongbu ( Südkorea)

### Mixed-Doubles-Weltmeisterschaft
- 2011: 1. Rang Saint Paul ( Vereinigte Staaten)

### Europameisterschaft
- 2012: 5. Rang Karlstad ( Schweden)
- 2013: 3. Rang Stavanger ( Norwegen)
- 2018: 2. Rang Tallinn ( Estland)
- 2019: 3. Rang Helsingborg ( Schweden)
- 2022: 2. Rang Östersund ( Schweden)
- 2023: 1. Rang Aberdeen ( Schottland)
- 2024: 1. Rang Lohja ( Finnland)

### Junioren-Weltmeisterschaft
- 2011: 6. Rang Perth ( Schottland)

## Privatleben
Alina Pätz studierte sie noch Sportmanagement in Magglingen. Neben dem Curling arbeitet sie bei einer Sportagentur in Baar zu einem 60-%-Pensum. Ihr Vater war auch schon Curler und Curlingtrainer und ihr Bruder ist der Curlingeuropameister Claudio Pätz. Sie ist mit dem Curler Sven Michel, mit dem sie auch an der Curling Mixed Meisterschaft im Jahre 2011 teilgenommen hat, liiert.